# Псалмы Соломона
«Псалмы́ Соломо́на» или «Соломо́нова Псалти́рь» (др.-греч. Ψαλμοι Σολομοντος) — апокрифический ветхозаветный (межзаветный) сборник псалмов, написание которого относится ко времени подчинения Иудеи римскому владычеству (70—40 гг. до н. э.). Дошедшие до нас рукописи «Псалмов Соломона» написаны на греческом языке, хотя первоначальный язык «Псалмов», вероятно, был еврейский.

## Описание
Псалмы Соломона некоторыми считаются за произведение фарисеев, направленное, главным образом, против садукейской партии.
Число псалмов Соломона — 18, в них стихов 1000 (в некоторых рукописях число стихов обозначено 2100, 750 и др.). В большинстве изданий число стихов равняется 333 (24 из них относятся к междупсалмиям — 20 стихов в 17 и 4 в 18 псалме). Известно 8 рукописей, в которых находятся Псалмы Соломона (кодекс венский XI в., копенгагенский Х — XI в., московский XII—XIII в., парижский XV в., ватиканский XI—XII в. и др.).
Из печатных изданий Псалмов Соломона первое по времени — Х. Л. де ла Серды — греческий текст с латинским переводом, напечатанный в «Adversaria sacra» (Л., 1626). Последующие издания:
- Fritzsche[англ.], «Libri Vet. Testam. pseudepigraphi selecti» (Лпц., 1871);
- Гильгенфельда, «Messias Judaeorum» (Лпц., 1869);
- Pick[англ.] — греческий текст и английский перевод в «The Presbyterian Review» (1883);
- Ryle[англ.] and James, «Ψαλμοι Σολομωντος. Psalms of the Pharisees» (Кембридж, 1891; греческий текст и английский перевод);
- Gebhardt[англ.], «Ψαλμοι Σολομωντος; Die Psalmen Salomo’s» (Лпц., 1895).

На русском языке существует перевод Псалмов Соломона протоиерея А. Смирнова, напечатанный в «Православном собеседнике», 1896; а также их перевод, выполненный М. Витковской и В. Витковским.